# Niccolò Albergati

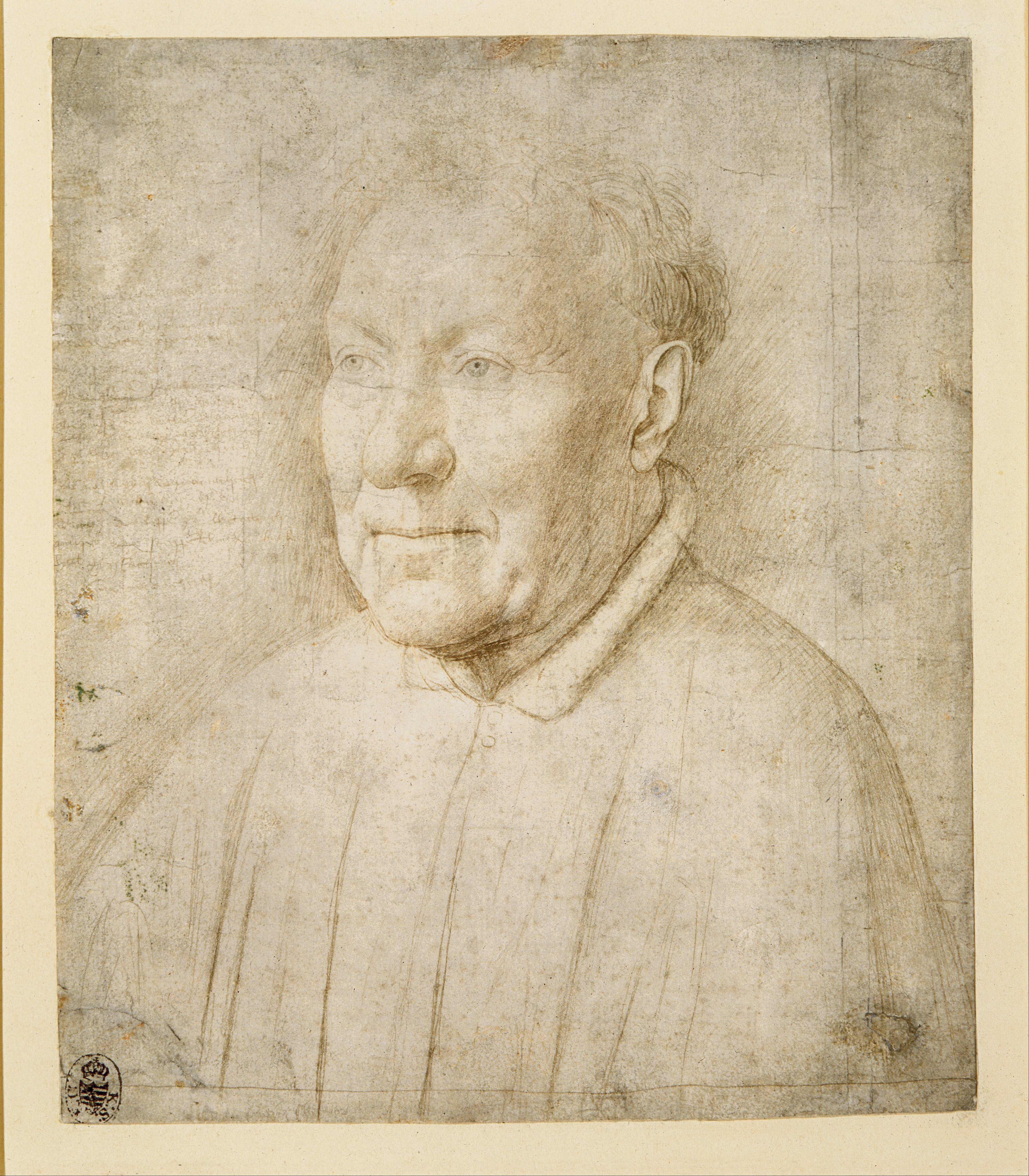
Portret van Kardinaal Niccolò Albergati

Niccolò Albergati (Bologna, 1373 - Siena, 9 mei 1443) was een Italiaanse kardinaal, nuntius en zalige.

## Biografie
Niccolò Albergati werd in Bologna geboren als een zoon van Pier Nicola Albergati. Hij ging rechtsgeleerdheid studeren aan de Universiteit van Bologna voordat hij zich in 1386 ging rechten op kerkelijke studies. In 1394 trad hij in bij de Kartuizers. Binnen tien jaar wist hij op te klimmen tot diaken en in 1404 ontving hij ook zijn priesterwijding. Drie jaar later werd hij prior van het klooster San Girolamo di Casara. In 1412 werd Albergati supervisor van alle Italiaanse kloosters van de orde.
Op 4 januari 1417 werd Albergati unaniem verkozen tot bisschop van Bologna. Aanvankelijk wilde hij geen bisschop worden, maar uiteindelijk ging hij toch akkoord. Op 4 juli werd hij door de bisschop van Ravenna, Tommaso Perenduli, geconsacreerd to bisschop. Onder zijn leiding zou zijn bisschoppelijke zetel en centrum van studie en humanisme worden. In 1422 werd hij door paus Martinus V aangesteld als nuntius voor Engeland en Frankrijk om een einde te maken aan het langdurende conflict tussen de twee landen. Na ruim een jaar keerde hij weer terug naar Italië.
Door zijn aanhoudende successen verkreeg Albergati van de paus in 1426 de kardinaalshoed en werd hij kardinaal-priester van de Santa Croce in Gerusalemme. Vanuit die positie nam hij vijf jaar later deel aan het pauselijk conclaaf waarbij paus Eugenius IV werd verkozen. De nieuwe paus benoemde Albergati tot pauselijk legaat voor Florence. In 1435 was hij als pauselijke vertegenwoordiger samen met kardinaal Hugues Lancelot de Lusignan ook aanwezig bij de vrede van Atrecht. Bij deze vredesbesprekingen was ook schilder Jan van Eyck aanwezig die een 
schets maakte van Albergati. Later werd deze schets uitgewerkt tot een geschilderd portret. In hetzelfde jaar als de vredesbesprekingen in Atrecht vond ook het Concilie van Florence plaats dat hij opende.
Albergati overleed op 9 mei 1443 aan nierfalen die veroorzaakt waren door nierstenen. Paus Eugenius IV voltrok zijn begrafenis en Albergati werd bijgezet in het kartuizerklooster van Florence.

## Zaligverklaring
Op 25 september 1744 werd Niccolò Albergati zalig verklaard door paus Benedictus XIV.
- Bibliothèque nationale de France: cb162961823 (data)
- Gemeinsame Normdatei: 120935902
- International Standard Name Identifier: 0000 0001 1572 9062
- Library of Congress Control Number: no99008907
- Nederlandse Thesaurus van Auteursnamen: 119718634
- Istituto Centrale per il Catalogo Unico: MILV419146
- Système universitaire de documentation: 061717371
- Virtual International Authority File: 2484168453534266300002